# Eros (metge)
Eros (en llatí Eros, en grec antic Ἔρως) és el nom que es troba en almenys tres inscripcions llatines per referir-se a un o més metges, un dels quals suposadament va ser el metge de Júlia, la filla de l'emperador August.
Se li atribueix de vegades un llibre curt escrit en un mal llatí titulat Curandarum aegritudinum muliebrium ante et post partum Liber unicus però tant l'estil com el fet que cita metges molt posteriors a l'època d'August fan que aquesta suposició no sigui correcta. Aquest llibre també s'ha atribuït a la metgessa italiana Trotula de Ruggiero, que va viure al segle xi, però això tampoc és cert.